# Mousquère
La Mousquère ou Ruisseau d'Ourtigué est une  rivière du Sud-Ouest de la France et un sous-affluent de la Garonne par la Neste.

## Hydronymie
En occitan, mousquère signifie un lieu à mouche qui est un terme utilisé pour un endroit ventilé et frais qui permet aux bêtes de lutter contre les mouches.

## Géographie
La Mousquère prend sa source  dans les Pyrénées département des Hautes-Pyrénées sur le versant nord du Pic de Lustou (3 023 m), et se jette dans la Neste en aval de Vielle-Aure. La longueur de son cours d'eau est de 12,8 km.

### Communes et département traversés
- Hautes-Pyrénées  : Azet, Estensan, Sailhan, Bourisp, Vielle-Aure

## Principaux affluents
- (D) Ruisseau de la Courlère : 1,6 km ;
  - (G) Ruisseau du Bédat ;
- (G) Ruisseau du Pla Darsoué : 7,8 km sur la commune d'Azet ;
- (G) Ruisseau de Matet : 1,8 km ;
  - (D) Ruisseau de Bastère ;
- (D) Ruisseau de la Coûme : 1,8 km.

(D) rive droite ; (G) rive gauche.

## Hydrographie
Rivière de montagne bien alimentée toute l'année grâce à la fonte des neiges.

## Lieux et monuments
- Moulin de la Mousquère à Sailhan.